# 帕特里克斯點 (加利福尼亞州)
帕特里克斯點（英語：Patricks Point）是位於美國加利福尼亞州洪堡縣的一個非建制地區。該地的面積和人口皆未知。

## 地理
帕特里克斯點的座標為41°07′24″N 124°09′24″W / 41.12333°N 124.15667°W，而該地的平均海拔高度為73米（即239英尺）。